# Celastrina dohertyi
Celastrina dohertyi är en fjärilsart som beskrevs av Robert Christopher Tytler 1915. Celastrina dohertyi ingår i släktet Celastrina och familjen juvelvingar. Inga underarter finns listade i Catalogue of Life.